# Hans Hoof
Pour les articles homonymes, voir Hoof.
Hans-Heinrich Hoof (né le 28 avril 1925 à Niederndorf et mort le 18 octobre 1998) est un homme politique allemand et membre du Landtag de Rhénanie-du-Nord-Westphalie (CDU).

## Biographie
Après l'école primaire, il complète une formation commerciale et un apprentissage bancaire. Il travaille ensuite comme banquier. Après avoir étudié à l'Université des sciences appliquées de l'administration publique, Hoof travaille comme haut fonctionnaire à la ville de Freudenberg et à l'administration des routes de Rhénanie-Palatinat. Il devient membre de la CDU en 1956. Hoof est présent dans de nombreux comités de la CDU dont membre du comité exécutif de district de la CDU et président de l'association municipale CDU Freudenberg.

## Parlementaire
Du 29 mai 1980 au 30 mai 1990 Hoof est membre du Landtag de Rhénanie-du-Nord-Westphalie. Il est élu sur la liste d'État de son parti.
Il est membre du conseil municipal de Freudenberg de 1974 à 1980. En outre, de 1969 à 1989, il est membre du conseil de l'arrondissement de Siegen et membre de l'assemblée de l'association régionale Westphalie-Lippe.

## Honneurs
- Officier de l'ordre du Mérite de la République fédérale d'Allemagne